# Barboursville
Barboursville é uma vila localizada no estado norte-americano de Virgínia Ocidental, no Condado de Cabell.

## Demografia
Segundo o censo norte-americano de 2000, a sua população era de 3183 habitantes. 
Em 2006, foi estimada uma população de 3267, um aumento de 84 (2.6%).

## Geografia
De acordo com o United States Census Bureau tem uma área de 
9,7 km², dos quais 9,5 km² cobertos por terra e 0,2 km² cobertos por água. Barboursville localiza-se a aproximadamente 172 m acima do nível do mar.

## Localidades na vizinhança
O diagrama seguinte representa as localidades num raio de 16 km ao redor de Barboursville. 